# Ophiotettix luteomarginata
Ophiotettix luteomarginata is een rechtvleugelig insect uit de familie doornsprinkhanen (Tetrigidae). De wetenschappelijke naam van deze soort is voor het eerst geldig gepubliceerd in 1874 door Westwood.